# Рамзес VIII
Рамзес VIII (Usermaatre Akhenamun Ramesses/Sethherkhepeshef-meryamun) е седми фараон от Двадесета династия на Древен Египет. Управлява ок. 1130 – 1129 г. пр.н.е. или ок. 1128 – 1126 г. пр.н.е.

## Управление
Рамзес VIII управлява след Рамзес VII, може би само около една година. Почти нищо не е известно за неговото кратко властване. Спорно е дали е бил един от последните синове на Рамзес III.

## Гробница на Рамзес VIII
Гробницата и мумията на Рамзес VIII не са открити. По мнението на някои учени гробница KV19, в която е погребан един от синовете на Рамзес IX, може би е започната от Рамзес VIII и първоначално е била предназначена за него.